# Hammer to Fall
Hammer to Fall är en låt av Queen, skriven av gitarristen Brian May. Den utgavs som singel den 10 september 1984.
Låten är den fjärde och sista singeln från The Works och nådde 13 i Storbritannien och 1 i USA och Japan och 3 i Sydamerika. Musikvideon regisserades av David Mallet och spelades in på en arena i Bryssel under The Works-turnén 1984. Låten var en av de sex som spelades på Live Aid 1985. Introt och början på första versen hörs även i filmen Highlander från 1985, men räknas inte till det officiella soundtracket. 2005 gjorde Queen och Paul Rodgers om låten som en ballad.